# Santelia
Santelia è un cognome di lingua italiana.

## Varianti
Sant'Elia.

## Origine e diffusione
È un composto dei cognomi Santi ed Elia.